# Заслуженный изобретатель Украины
Заслуженный изобретатель Украины (укр. Заслужений винахідник України) — государственная награда Украины — почётное звание, присваиваемое Президентом Украины согласно Закону Украины «О государственных наградах Украины».

## Положение о почётном звании
Почётные звания Украины присваиваются лицам, работающим в соответствующей отрасли экономической и социально-культурной сферы, как правило, не менее десяти лет, имеющим высокие трудовые достижения и профессиональное мастерство, если иное не установлено положением о почётном звании Украины.

## Описание нагрудного знака
- Нагрудный знак аналогичен нагрудным знакам других почётных званий Украины категории «заслуженный».
- Нагрудный знак к почётному званию «Заслуженный изобретатель Украины» имеет форму овального венка, образованного двумя ветвями лавровых листьев. Концы ветвей внизу обвиты лентой. В середине венка помещен фигурный картуш с надписью на украинском языке — «Заслужений винахідник України». Картуш венчает малый Государственный Герб Украины.
- Лицевая сторона нагрудного знака выпуклая. Все изображения и надписи рельефные.
- На оборотной стороне нагрудного знака — застежка для прикрепления к одежде.
- Нагрудный знак изготавливается из серебра.
- Размер нагрудного знака: ширина — 35 мм, длина — 45 мм.